# 烈々布神社
烈々布神社（れつれっぷじんじゃ）は北海道札幌市東区北42条東10丁目1番地にある神社。「烈々布」とは付近一帯の旧称である。
祭神の多さは北海道一といわれる。

## 祭神
- 天照大神（あまてらすおおかみ）
- 少彦名神（すくなひこなのかみ）
- 大穴牟遅神（おおなむちのかみ）
- 倉稲魂神（うがのみたまのかみ）
- 埴安姫神（はにやすひめのかみ）
- 誉田別尊（ほんたわけのみこと）
- 崇徳天皇（すとくてんのう）
- 菅原道真公（すがわらのみちざねこう）
- 藤原三吉命（ふじわらのみよしのみこと）

## 歴史
- 1889年（明治22年）11月9日 - 三吉神社からの分祀をもって祠を設立する[1]。
- 1899年（明治32年） - 中通り地区と北組地区に祠が設けられる[1]。
- 1923年（大正12年）9月 - 上記2祠を合祀するとともに無格社となる[1]。